# Hell Hath No Fury
Hell Hath No Fury — третій студійний альбом хіп-хоп дуету Clipse, випущений 28 листопада 2006 року лейблами Re-Up, Star Trak і Jive Records. Альбом повністю спродюсували The Neptunes. 
Clipse почали записувати альбом наприкінці 2003 року. Робота над альбомом була припинена у 2004 році, коли Arista Records — їхній лейбл на той час — був розпущений у свій дочірній лейбл Jive Records у рамках більшого злиття між Sony Music Entertainment і BMG. Star Trak Entertainment перейшов на Interscope Records, але через проблеми з контрактом група була змушена залишитися з Jive. Альбом зазнав численних затримок перед випуском.
Було випущено два сингли до альбому: «Mr. Me Too» і «Wamp Wamp (What It Do)», обидва з яких досягли помірного успіху в чартах.
Альбом отримав загальне визнання і вважається одним з найкращих альбомів 2000-х років.
Hell Hath No Fury дебютував під номером 14 у чарті Billboard 200 і під номером 2 у чарті Top R&B/Hip-Hop Albums, продавши 78 000 копій протягом першого тижня. Станом на 5 грудня 2009 року в Сполучених Штатах було продано 205 000 копій альбому.

## Список композицій
- Усі пісні спродюсовані The Neptunes.

| #     | Назва                                              | Автор                                                                             | Тривалість |
| ----- | -------------------------------------------------- | --------------------------------------------------------------------------------- | ---------- |
| 1.    | «We Got It for Cheap (Intro)»                      | Terrence Thornton Gene Thornton Pharrell Williams                                 | 3:41       |
| 2.    | «Momma I'm So Sorry»                               | T. Thornton G. Thornton Williams                                                  | 3:57       |
| 3.    | «Mr. Me Too» (за участю Pharrell Williams)         | T. Thornton G. Thornton Williams                                                  | 3:41       |
| 4.    | «Wamp Wamp (What It Do)» (за участю Slim Thug)     | T. Thornton G. Thornton Williams Stayve Thomas                                    | 4:00       |
| 5.    | «Ride Around Shining» (за участю Ab-Liva)          | T. Thornton G. Thornton Williams Rennard East                                     | 3:56       |
| 6.    | «Dirty Money»                                      | T. Thornton G. Thornton Williams                                                  | 3:46       |
| 7.    | «Hello New World»                                  | T. Thornton G. Thornton Williams                                                  | 4:12       |
| 8.    | «Keys Open Doors»                                  | T. Thornton G. Thornton Williams                                                  | 3:19       |
| 9.    | «Ain't Cha» (за участю Re-Up Gang)                 | T. Thornton G. Thornton Williams East Charles Patterson                           | 4:42       |
| 10.   | «Trill»                                            | T. Thornton G. Thornton Williams                                                  | 4:43       |
| 11.   | «Chinese New Year» (за участю Roscoe P. Coldchain) | T. Thornton G. Thornton Williams Amin Porter                                      | 3:54       |
| 12.   | «Nightmares» (за участю Bilal і Pharrell Williams) | T. Thornton G. Thornton Williams Bilal Oliver Willie Dennis Brad Jordan Doug King | 4:50       |
| 48:41 |                                                    |                                                                                   |            |

## Чарти

### Щотижневі чарти
| Чарт (2006)                            | Пікова позиція |
| -------------------------------------- | -------------- |
| США Billboard 200                      | 14             |
| США Top R&B/Hip-Hop Albums (Billboard) | 2              |

### Річні чарти
| Чарт (2007)                | Позиція |
| -------------------------- | ------- |
| США Top R&B/Hip-Hop Albums | 78      |